# Фредерік Гартт
Фредерік Гартт (англ. Frederick Hartt;22 травня 1914 — 31 жовтня 1991) — американський дослідник епохи Відродження, письменник і професор з мистецтвознавства. Серед його книг «Історія мистецтва італійського Відродження» (англ. History of Italian Renaissance Art), «Мистецтво: історія живопису, скульптури та архітектури» (англ. Art: A History of Painting, Sculpture, and Architecture; два томи), «Мікеланджело» (серія «Майстри мистецтва»), «Сікстинська капела» та «Відродження в Італії та Іспанії» (серія «Музей Метрополітен»). Він також брав участь у каталогізації та репатріації творів мистецтва, награбованих і вкрадених Третім рейхом під час Другої світової війни.

## Біографія
Фредерік Гартт народився 22 травня 1914 року в Бостоні, штат Массачусетс, в сім'ї Ролліна Лінда Гартта (англ. Rollin Lynde Hartt) та Джессі Кларк Найт (англ. Jessie Clark Knight; після шлюбу — Гартт). Він закінчив Колумбійський коледж у 1935 році та отримав ступінь доктора філософії в Інституті образотворчих мистецтв Нью-Йоркського університету в 1950 році; темою його дисертації були Джуліо Романо і Палаццо Те.
З 1942 по 1946 рік, під час Другої світової війни, Гартт був офіцером у програмі «Monuments, Fine Arts, and Archives program» (захист пам'ятників, образотворчого мистецтва та архівів) армії США та отримав бронзову зірку. Його також зробили почесним громадянином Флоренції, а італійський уряд нагородив Лицарським хрестом.
З 1949 по 1960 рік він викладав на факультеті історії мистецтв Вашингтонського університету в Сент-Луїсі, а з 1960 по 1967 рік викладав в Університеті Пенсільванії. У 1967 році він переїхав до Університету Вірджинії, де він очолював художній факультет із 1967 по 1976 роки.
1969 року Гартт опублікував підручник з огляду мистецтва Відродження «Історія італійського мистецтва Відродження: живопис, скульптура, архітектура» (англ. History of Italian Renaissance Art: Painting, Sculpture, Architecture), який неодноразово переглядався та перевидавався.
У 1984 році він став почесним професором Університету Вірджинії.
Гаррт помер у Вашингтоні, округ Колумбія, 31 жовтня 1991 року.

## Питання щодо Мікеланджело
У 1986 році Гартт підтвердив автентичність гіпсової статуї безголового торсу як оригінал роботи Мікеланджело. «У березні 1987 року він представив свої висновки в Нью-Йоркській академії наук, де кілька інших учених підтвердили його судження». Пізніше англійська газета «The Independent» опублікувала статтю, в якій натякала, що Гартт діяв нечесно. Він подав на газету до суду за наклеп. Хоча Гартт виграв справу, суддя зменшив присуджену суму, оскільки Гартт прийняв «комісію з продажу статуї після того, як його висновки про це[її оригінальність] були опубліковані».